# Biblioteca Nazionale Universitaria di Torino
Die Biblioteca Nazionale Universitaria di Torino (BNUTO) ist eine italienische Nationalbibliothek und ehemalige Universitätsbibliothek in Turin. Sie befindet sich an der Piazza Carlo Alberto, im ehemaligen Marstall des Palazzo Carignano. Wie die ganz in der Nähe gelegene Biblioteca Reale untersteht sie dem italienischen Kulturministerium.

## Geschichte
König Viktor Amadeus II. gründete im Jahr 1720 die Regia Biblioteca Universitaria. Die ersten Bestände stammten von der Universität Turin und aus privaten Beständen des Hauses Savoyen. Der von den Savoyern geförderte weitere Ausbau wurde durch etliche Nachlässe bereichert. 1824 konnten die Manuskripte des Skriptoriums der Abtei Bobbio erworben werden.
1873 erhielt die Bibliothek des Status einer Nationalbibliothek. Gegen Ende des Jahrhunderts hatte sie rund 250.000 Bände, 4.200 Manuskripte und 1.000 Inkunabeln. Am 26. Januar 1904 gingen durch einen Brand 30.000 Bücher und die Hälfte der Handschriften verloren, darunter einige sehr wertvolle. Weitere Verluste musste man im Zweiten Weltkrieg hinnehmen, in dessen Verlauf das alte Bibliotheksgebäude zerstört wurde.
Der Marstall des Palazzo Carignano wurde zwischen 1958 und 1973 zum neuen Bibliothekssitz umgebaut.
Der Bestand belief sich im Jahr 2011 auf rund 760.000 Bände, 2.000 laufende Periodika, 4.500 Manuskripte, 1.600 Inkunabeln und 10.000 Drucke des 16. Jahrhunderts.